# Бичок-жаба каспійський
Бичок-жаба каспійський (Mesogobius nonultimus) — вид риби родини Gobiidae, що поширений в Каспійському морі. В прісні води не заходить, мешкає на глибинах до 25 м.